# شهزاده افتخار الدين
شهزاده افتخار الدين (بالأردوية: شہزادہ افتخار الدین)‏ (15 أغسطس 1969 في شترال - ) سياسي من باكستان. ينتمي إلى رابطة عموم مسلمي باكستان. تولى منصب عضو الدورة ال 14 في الجمعية الوطنية في باكستان (منذ 1 يونيو 2013).